# Reithrodon auritus
Reithrodon auritus is een zoogdier uit de familie van de Cricetidae. De wetenschappelijke naam van de soort werd voor het eerst geldig gepubliceerd door Johann Gotthelf Fischer von Waldheim in 1814.

## Voorkomen
De soort komt voor in Argentinië, Chili en Uruguay.